# Mine de São Domingos
La mine de São Domingos est une ancienne mine à ciel ouvert de cuivre située dans la région d'Alentejo au Portugal. Le site déjà exploité par les romains, avant d'être rouverte en 1855 en tant que mine souterraine, le site devient à ciel ouvert en 1867. La mine a fermé en 1966.